# Richard Dorson
Richard Mercer Dorson (ur. 12 marca 1916 w Nowym Jorku, zm. 11 sierpnia 1981 w Tucson) – amerykański historyk kultury i folklorysta. Bywa określany mianem "ojca amerykańskiej folklorystyki".

## Życiorys
Studiował na Uniwersytecie Harvarda, gdzie w 1942 obronił prace doktorską z historii amerykańskiej cywilizacji. Przez rok wykładał historię na macierzystym uniwersytecie. W latach 1944–1957 był wykładowcą Uniwersytetu Stanu Michigan. Następnie został profesorem Indiana University Bloomington, gdzie pracował do śmierci. W 1963 utworzył na tym Uniwersytecie Folklore Institute i stanął na jego czele, a w 1978 został pierwszym kierownikiem Katedry Folkloru.
Zajmował się głównie pluralizmem etnicznym w amerykańskiej folklorystyce. Autor wielu publikacji książkowych i artykulów o tej tematyce.

## Publikacje
- 1939: Davy Crocket, American Comic Legend
- 1946: Jonathan Draws the Long Bow
- 1950: America Begins
- 1952: Bloodstoppers and Bearwalkers
- 1953: American Rebels: Personal narratives of the American Revolution
- 1956: Negro Folktales in Michigan
- 1958: Negro Folktales from Pine Bluff, Arkansas, and Calvin, Michigan
- 1959: American Folklore
- 1961: American Folklore and the Historian
- 1961: Folk Legends of Japan
- 1961: Folklore Research Around the World: A North American Point of View
- 1964: Buying the Wind: Regional Folklore in the United States
- 1967: American Negro Folktales
- 1968: Peasant Customs and Savage Myths: Selections from the British Folklorists
- 1969: British Folklorists: A History
- 1971: American Folklore and the Historian
- 1972: African Folklore
- 1972: Folklore and Folklife: An Introduction
- 1973: America in Legend
- 1973: Folklore and Traditional History
- 1974: Folklore in the Modern World
- 1976: Folklore and Fakelore: Essays toward a Discipline of Folk Studies
- 1981: Land of the Millrats
- 1983: Handbook of American Folklore